# 라인하르트 마르크스

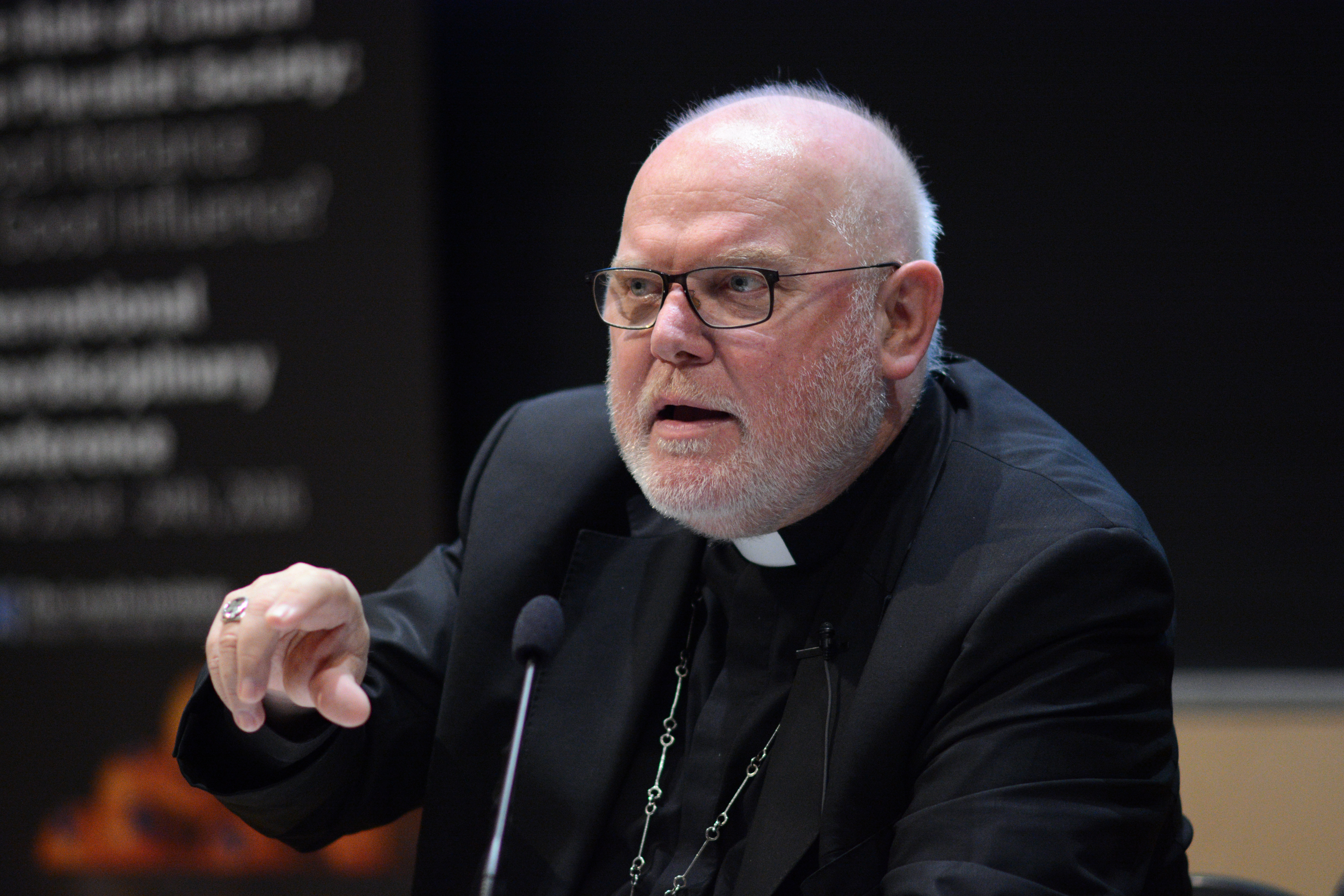

라인하르트 마르크스(독일어: Reinhard Marx, 1953년 9월 21일 - )는 독일의 로마 가톨릭교회 추기경이다. 뮌헨-프라이징 대교구장을 지냈으며, 2010년 11월 20일 교황 베네딕토 16세에 의해 추기경에 서임되었다. 2014년 3월 12일 독일 가톨릭 주교회의 의장에 선출되었다.